# Université de Paris (1896-1970)
« Nouvelle université de Paris » redirige ici.  Pour l'établissement créé en 2019 et ayant brièvement porté le nom d'« Université de Paris », voir Université Paris-Cité.
Ne doit pas être confondu avec Ancienne université de Paris.
L'université de Paris (également connue comme nouvelle université de Paris) fut recréée en 1896 comme regroupement de la faculté des sciences, de la faculté des lettres, de la faculté de droit, de la faculté de médecine, de la faculté de théologie protestante et de l’École supérieure de pharmacie. Elle fut dissoute fin 1970 pour laisser place à treize universités indépendantes.

## Histoire

### Le conseil général des facultés de Paris

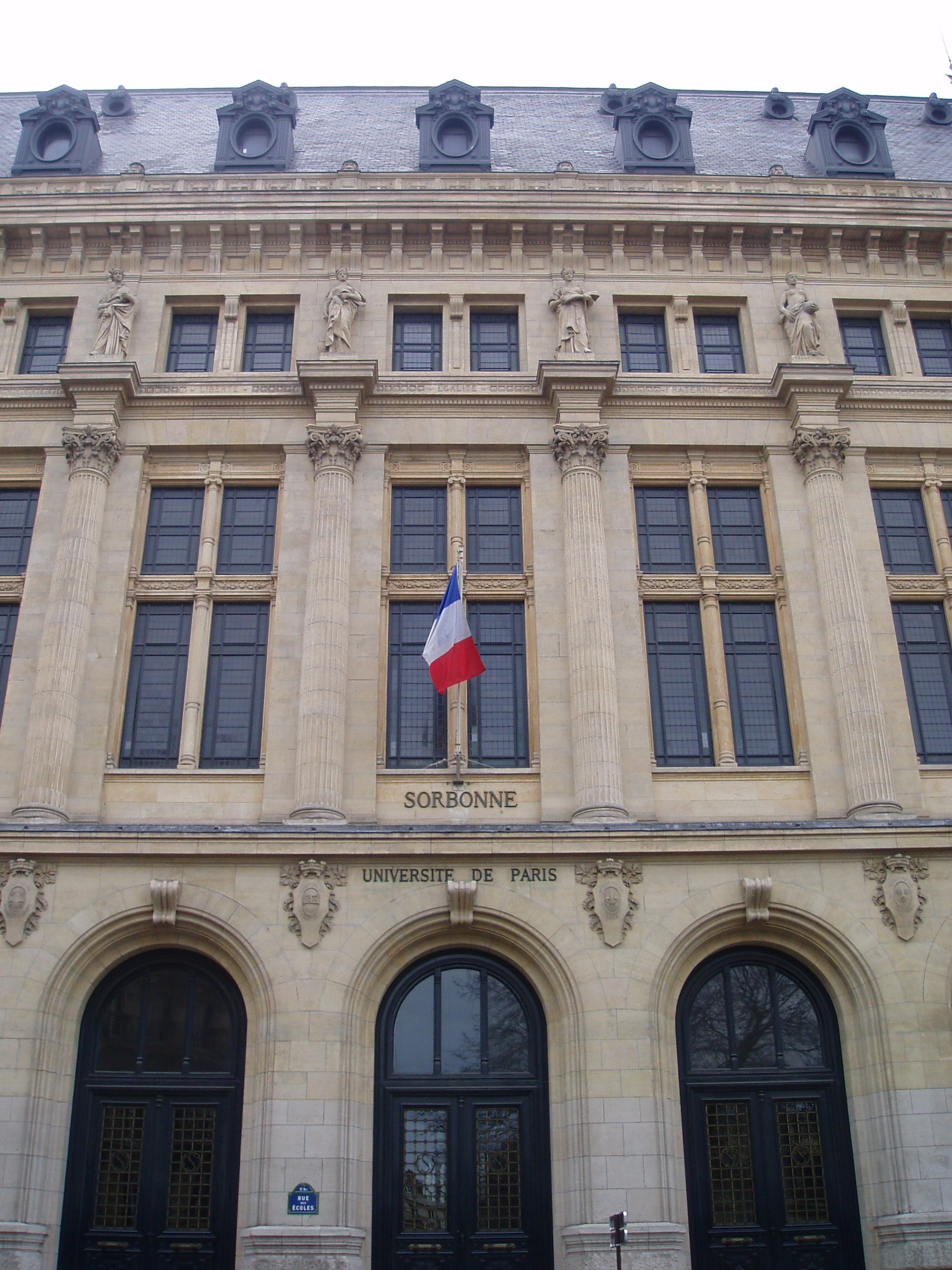
La Sorbonne, siège de l’université de Paris, de la faculté des sciences et de la faculté des lettres, jusqu'en 1970.

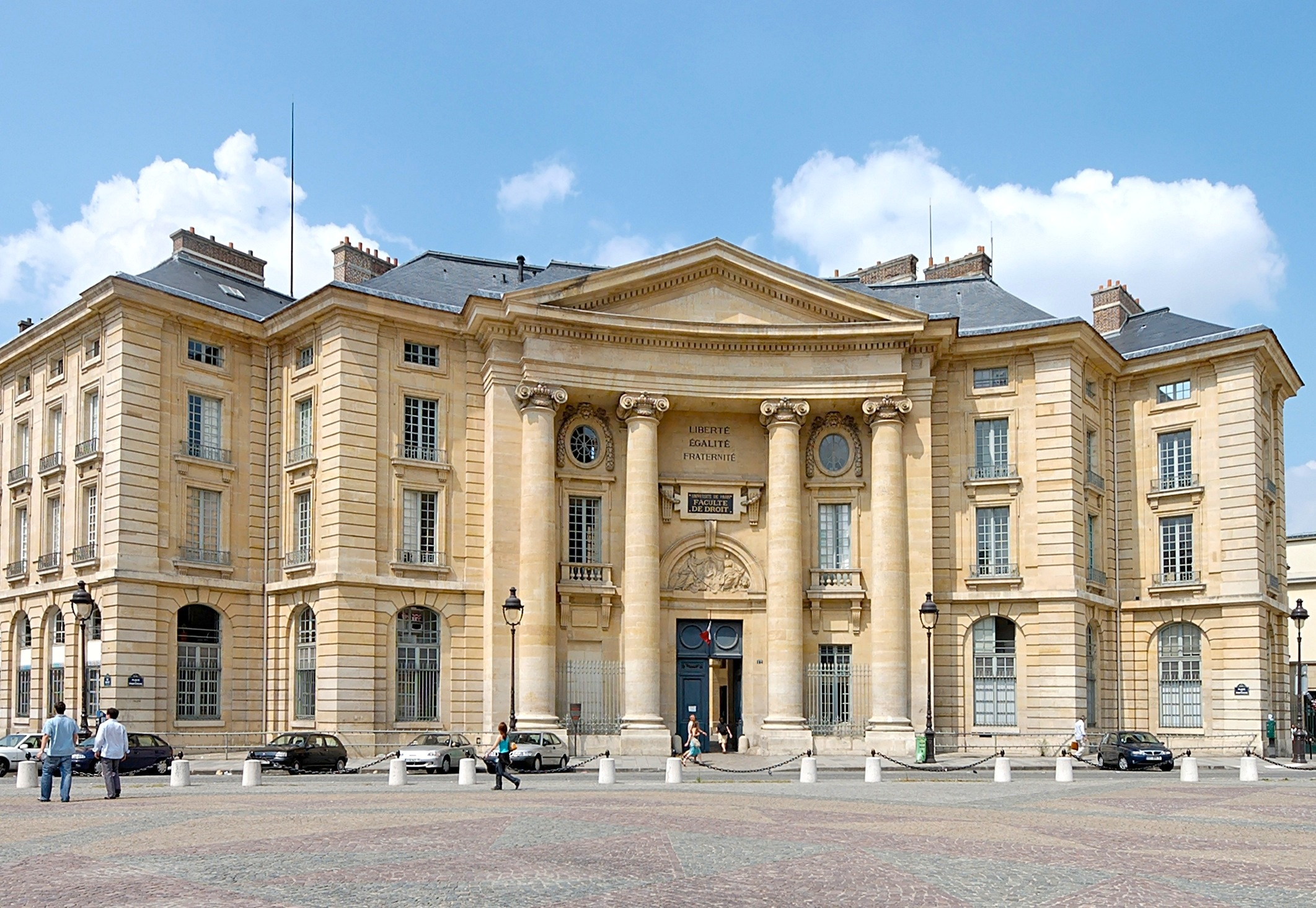
La faculté de droit et des sciences économiques.

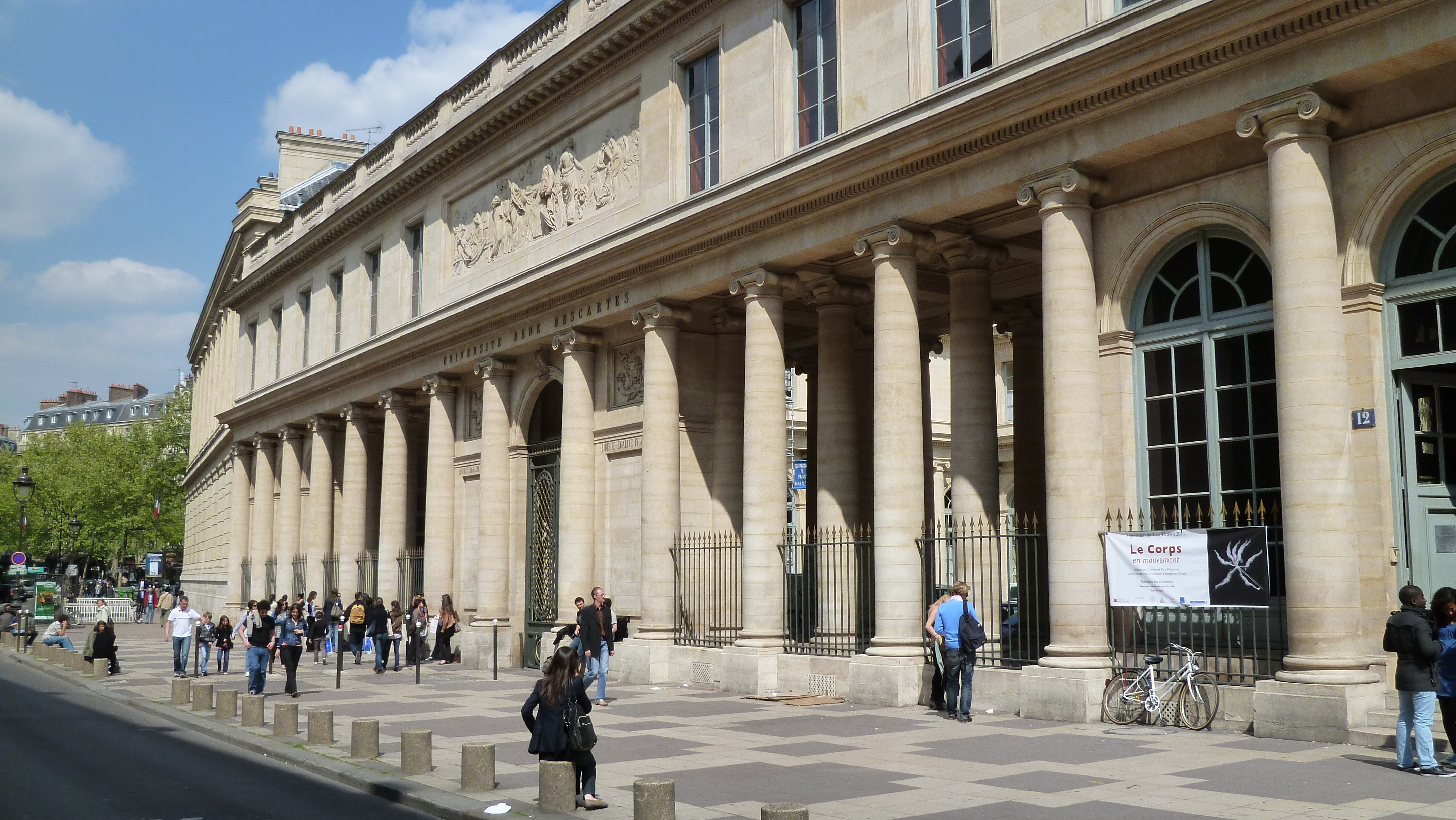
La faculté de médecine.

À la suite du décret du 25 juillet 1885 concernant l'administration et la gestion des fonds provenant des legs, dons et subventions acceptés par les facultés et écoles d'enseignement supérieur et du décret du 28 décembre 1885 concernant l'organisation des facultés, un conseil général des facultés est institué dans chaque académie. Aussi, le bâtiment de la Sorbonne est-il restructuré sur la même période et jusqu'en 1902.
Le premier conseil général des facultés de Paris est constitué, à la suite des élections de janvier 1886, de :
- président : Octave Gréard, recteur de l'académie ;
- vice-président : Jules-Auguste Béclard, doyen de la faculté de médecine ;
- secrétaire : Ernest Lavisse, délégué de la faculté des lettres ;
- les doyens Frédéric Lichtenberger, (théologie protestante), Charles Beudant (droit), Jules Jamin (sciences), Auguste Himly (lettres) et le directeur Gaspard Adolphe Chatin (pharmacie) ;
- les délégués élus :
  - théologie protestante : Louis-Auguste Sabatier et Ariste Viguié ;
  - droit : Claude Bufnoir et Joseph Émile Labbé ;
  - médecine : Paul Brouardel et Sigismond Jaccoud ;
  - sciences : Charles Hermite et Edmond Hébert ;
  - lettres : Ernest Lavisse et Paul Janet ;
  - pharmacie : Alphonse Milne-Edwards.

Le conseil se réunit pour la première fois le 3 février 1886 puis de manière mensuelle.
Le doyen de la faculté des sciences Jules Jamin meurt peu après la première séance. C'est à cette occasion que le conseil général se prononce pour la première fois sur la nomination d'un doyen. Il classe lors de sa séance du 5 mars Edmond Hébert en première ligne devant Louis Joseph Troost, proposition identique à celle de l'assemblée de la faculté. Le conseil général va ensuite traiter durant plusieurs séances des questions disciplinaires liées aux troubles qui agitent l'école supérieure de pharmacie durant le printemps de l'année 1886. Chatin va finalement démissionner et être remplacé par Gustave Planchon en juillet. Edmond Colmet de Santerre devient doyen de la faculté de droit en 1887 et est élu vice président du conseil général après la mort de Béclard. Paul Brouardel succède à Bécard comme doyen.
Les élections suivantes ont lieu en janvier 1889 avec les résultats suivants :
- théologie : Louis-Auguste Sabatier (7 voix/7) et Ariste Viguié (6/7) ;
- droit : Claude Bufnoir (28/31) et Joseph Émile Labbé (19) (Charles Beudant 11, M. Glasson 2) ;
- médecine : Sigismond Jaccoud (25/26) et Odilon Lannelongue (23/23) ;
- sciences : Gaston Darboux (22/24) et Charles Friedel (18/24) ;
- lettres : Benjamin-Constant Martha (37/39) et Ernest Lavisse (34/39) (Lenient 3, Girard 2) ;
- Pharmacie : Alphonse Milne-Edwards (11/13).

Labbé donne ensuite sa démission pour raison de santé.

### 1890: création de la nouvelle université de Paris
La loi du 28 avril 1893 donnant la personnalité civile aux corps formés par la réunion de plusieurs facultés d’une académie et celle du 10 juillet 1896 donnant le nom d’université aux corps de facultés, la nouvelle université de Paris fut créée en 1896 comme groupement de la faculté des sciences, de la faculté des lettres, de la faculté de droit, de la faculté de médecine, de la faculté de théologie protestante (créée en 1877, transformée en faculté libre en 1905) et de l’École supérieure de pharmacie. Elle fut inaugurée le 19 novembre 1896 par le président de la République Félix Faure.

### 1895: création de l'Institut de chimie et de l'Institut du radium

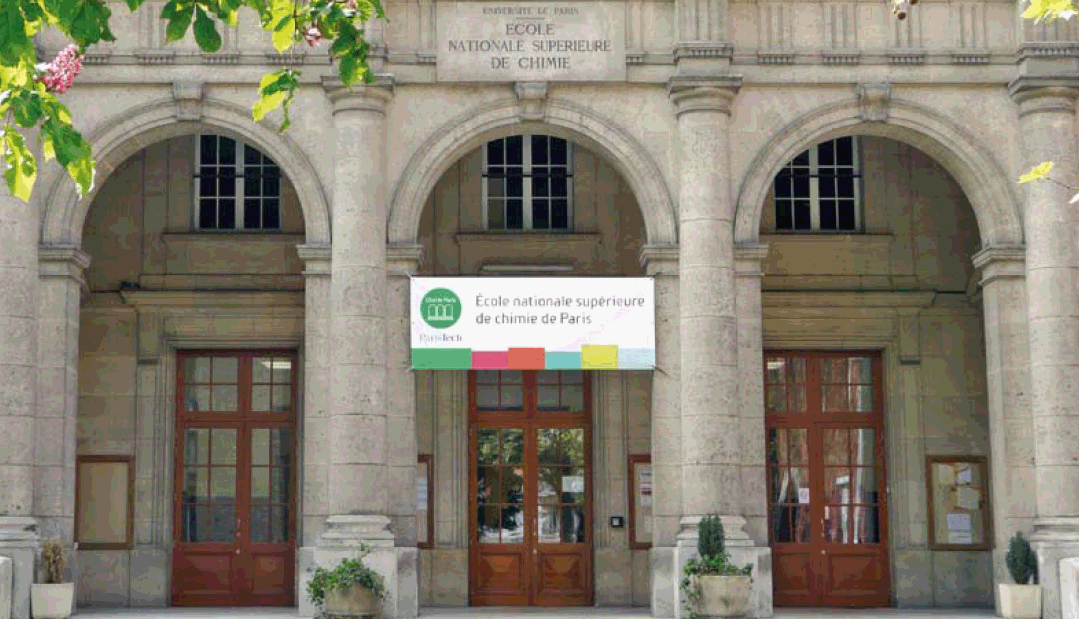
L'institut de chimie appliquée.

À l'initiative de Charles Friedel, professeur de chimie organique à la faculté des sciences, un laboratoire de chimie pratique et industrielle avait été créé par la loi de finance du 28 décembre 1895 pour l'instruction scientifique des chimistes se destinant à l'industrie.
Ce laboratoire d'enseignement avait été logé 3 rue Michelet dans les baraquements qu'occupaient l'ancien laboratoire de recherche de Friedel (créé pour Charles Wurtz, prédécesseur de Friedel, et Joseph Riban qui y donnait depuis 1887 un cours complémentaire d'analyse chimique) et qui avaient été libérés par la construction de nouveaux laboratoires dans le cadre de la reconstruction de la Sorbonne. Ce laboratoire d'enseignement ouvre le 7 novembre 1896. Il deviendra l'École nationale supérieure de chimie de Paris en 1948.
Dix années plus tard, à la suite de négociations entre Louis Liard, président du conseil de l'université, Bienvenu Martin, ministre, et J. de Selves, préfet de la Seine, la loi du 3 avril 1906 attribue, sur le budget du ministère de l'Instruction publique, une subvention de 750 000 francs pour l'acquisition par l'université de Paris de terrains, entre la rue d'Ulm et la rue Saint-Jacques, pour la construction d'un institut de chimie dépendant de la faculté des sciences pour y transférer les missions du laboratoire d'enseignement créé par Friedel (une partie de cette subvention est issue de la vente d'un terrain au no 3 de la rue d'Ulm).
Le projet, dont le cout est évalué à 3 millions de francs, s'inscrit dans le cadre de l'agrandissement de la Sorbonne (propriété de la ville de Paris), prévu par la convention du 30 juin 1881. La convention du 1er mars 1906 convient que les frais de construction de l'institut de chimie seront répartis à parts égales entre l’État et la ville de Paris et que la ville est chargée de l'opération, la direction des travaux étant confiée à l'architecte de la Sorbonne Henri-Paul Nénot.
Le terrain choisi est acheté à la congrégation des dames de Saint-Michel. Sur ce même terrain est également décidé en 1906 la construction de l'Institut océanographique, fondation du prince Albert Ier de Monaco reconnue d'utilité publique.
Le 23 janvier 1909 une chaire de chimie appliquée est fondée conjointement par l'université de Paris, l'industriel Solvay, l'avocat conseil Hulin et Georges Pascalis, président de la chambre syndicale des produits chimiques et de la société chimique de France (par transformation d'un cours complémentaire créé en 1899). Camille Chabrié, directeur des études à l'institut de chimie appliquée et chargé du cours complémentaire en est nommé le titulaire.
Ce n'est qu'en 1921 que les nouveaux bâtiments de l'Institut de chimie appliquée sont inaugurés. Les vieux bâtiments de la rue Michelet laisseront place à la construction de l'institut d'art et d'archéologie.
En 1909, l'institut du radium est créé conjointement par l'université de Paris et l'institut Pasteur.

### 1900: réunion de l’École normale supérieure à l'université de Paris
Le décret du 10 novembre 1903, rédigé par le ministre Chaumié, réforme l'organisation et les missions de l’École normale supérieure en l'intégrant dans l'université de Paris.
Le directeur et le sous-directeur deviennent membres du conseil de l'université de Paris, et, suivant leur ordre, dans le conseil et l'assemblée de la faculté des sciences ou des lettres. Le conseil de l'université participe, avec la section permanente du conseil supérieur de l'instruction publique aux présentations pour la nomination des directeur et sous-directeur. Les emplois permanents de maître de conférences de l'école sont supprimés et leurs enseignements sont dès lors confiés par le ministre pour une durée déterminée à des professeurs, chargés de cours et maîtres de conférences des facultés. Les maîtres de conférences alors en poste à l'école sont intégrés au corps enseignant des facultés des sciences et des lettres.
C'est ainsi que sont créés par l'État le 26 juillet 1904, à la suite de la loi de finances du 30 décembre 1903, trois chaires à la faculté des sciences (calcul différentiel et intégral pour Jules Tannery, application de l'analyse à l'algèbre pour Louis Raffy, et zoologie pour Frédéric Houssay), et six chaires à la faculté des lettres (histoire grecque, histoire romaine, histoire de la civilisation et des institutions du Moyen Âge, histoire politique et diplomatique des temps modernes, langues et littératures grecques et grammaire des langues classiques anciennes).

### 1910: croissance du nombre d'étudiants
Dès les années 1910, de nouveaux bâtiments sont construits (Institut de géographie, Institut d'art et d'archéologie). Si en 1930, l’université de Paris compte 14 500 étudiants, elle en compte 61 400 en 1965. Aussi la part de femmes passe t-elle de 11 % en 1897 à 22 % en 1965. Cette croissance est poussée par l'arrivée d'étudiants étrangers, logés dans la Cité universitaire internationale de Paris. La très forte croissance des effectifs oblige les différentes facultés à investir de nouveaux sites :
- la faculté des sciences de Paris quitte progressivement la Sorbonne pour le campus d’Orsay puis pour celui de Jussieu ;
- une partie des enseignements de la faculté des lettres de Paris est transférée sur le campus Censier et à Nanterre ;
- les enseignements de gestion s'installent sur le centre universitaire Dauphine.

### 1960: mai 68 et après, l'université éclatée

#### Embrasement de l'université de Paris
Le centre universitaire expérimental de Vincennes, qui deviendra l'université de Paris 8-Vincennes à Saint-Denis, est créé en 1968 sous le pilotage du dernier doyen de la faculté des lettres de l'Université de Paris, Raymond Las Vergnas.
L'École nationale des langues orientales vivantes (ENLOV) obtient en 1968 son rattachement à l'Université de Paris sous le nom de Centre universitaire des langues orientales vivantes (CULOV). Elle recevra en 1971 le statut d'établissement public à caractère scientifique et culturel rattaché (jusqu'en 1984) à l’université Paris-III, sous le nom d'Institut national des langues et civilisations orientales (INALCO).

#### Démembrement de l'université de Paris

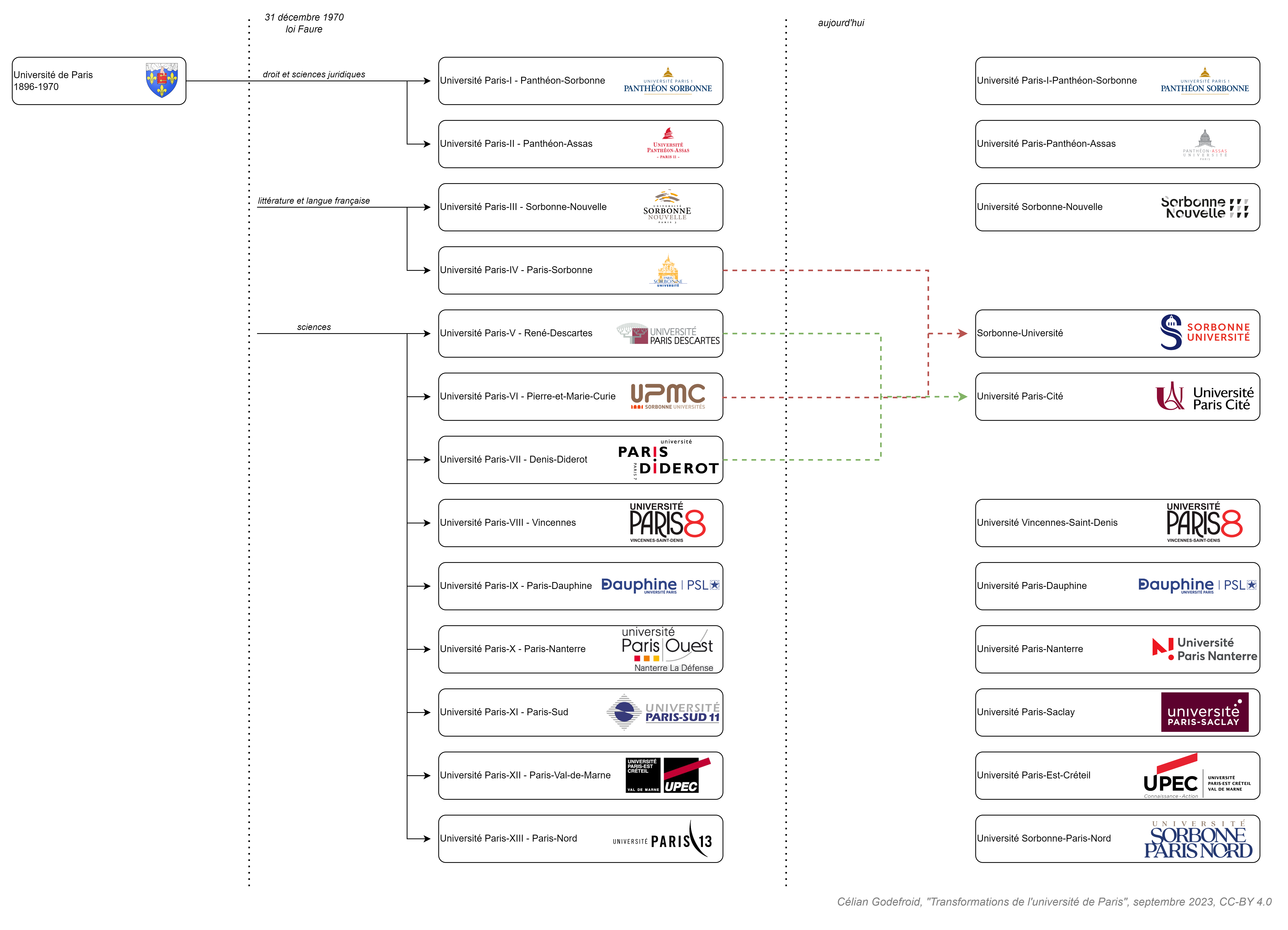

Après les événements de mai 1968 et pour diverses raisons, une réforme profonde de l'enseignement supérieur sembla nécessaire. La loi Faure visait à cela. Elle invitait les professeurs à se répartir comme ils l'entendaient au sein d'unités d'enseignement et de recherche, disciplinaires, qui seraient ensuite réunies en de nouveaux établissements.
En raison des rivalités encore toutes chaudes issues du mouvement de mai, les regroupements furent politiquement très marqués, au départ du moins.
Le 31 décembre 1970, l’université de Paris fut ainsi démembrée et cessa à nouveau d'exister à la suite de l'annonce du ministre Olivier Guichard, le 20 mars 1970. Treize universités autonomes, théoriquement pluridisciplinaires, lui succédèrent.
- l’Université Paris I - Panthéon-Sorbonne ;
- l’Université Paris II - Panthéon-Assas ;
- l’Université Paris III - Sorbonne Nouvelle ;
- l’Université Paris IV - Paris-Sorbonne (fusionnée avec Paris VI - Pierre-et-Marie-Curie : Sorbonne Université) ;
- l’Université Paris V - René-Descartes (fusionnée avec Paris VII - Denis-Diderot : Université Paris-Cité) ;
- l’Université Paris VI - Pierre-et-Marie-Curie (fusionnée avec Paris IV - Paris-Sorbonne : Sorbonne Université) ;
- l’Université Paris VII - Denis-Diderot (fusionnée avec Paris V - René-Descartes : Université Paris-Cité) ;
- l’Université Paris VIII - Vincennes puis Vincennes-Saint-Denis ;
- l’Université Paris IX - Paris-Dauphine membre de l'Université PSL (2020) ;
- l’Université Paris X - Paris-Nanterre puis Paris Ouest Nanterre La Défense (2008) puis de nouveau Paris-Nanterre (2016) ;
- l’Université Paris XI - Paris-Sud puis Université Paris-Saclay (2020) ;
- l’Université Paris XII - Paris-Val-de-Marne (Créteil) puis Paris-Est Créteil Val-de-Marne ;
- l’Université Paris XIII - Paris-Nord (Saint-Denis - Villetaneuse) puis Sorbonne Paris Nord (2020).

L’ensemble totalise (après 1970) 336 000 étudiants. En même temps était créée une structure de coordination administrative, la chancellerie des universités de Paris, destinée à représenter le ministère auprès des nouvelles institutions ainsi que leurs biens et dotations venus de l'État.
| Facultés de l'université de Paris avant 1970                             | Université de rattachement en 1970                                                     | Faculté ou UFR actuelle | Université actuelle                                                                    |
| ------------------------------------------------------------------------ | -------------------------------------------------------------------------------------- | --- | -------------------------------------------------------------------------------------- |
| Faculté des sciences de Paris                                            | Université Pierre-et-Marie-Curie                                                       | Faculté des sciences et ingénierie de Sorbonne Université : - UFR de chimie de Sorbonne Université - UFR d'ingénierie de Sorbonne Université - UFR de mathématiques de Sorbonne Université (UFR 929) - UFR de physique de Sorbonne Université - UFR de biologie de Sorbonne Université - Faculté Terre Environnement et Biodiversité - Institut des systèmes intelligents et de robotique | Sorbonne Université                                                                    |
| Faculté des sciences de Paris                                            | Université Paris-Diderot                                                               | Faculté des sciences de l'université de Paris - UFR de sciences fondamentales et biomédicales ; - UFR mathématiques et informatique ; - UFR de mathématiques ; - UFR de chimie ; - UFR de physique ; - UFR des sciences du vivant ; - École d'ingénieurs Denis-Diderot ; - I'IUT de Paris - Pajol. : | Université Paris-Cité                                                                  |
| Faculté des sciences de Paris                                            | Université Paris-Nord                                                                  | Faculté de santé, médecine et biologie humaine de Paris XIII | Université Sorbonne Paris Nord                                                         |
| Faculté des sciences de Paris                                            | Université Paris-Sud                                                                   | Faculté des sciences d'Orsay | Université Paris-Saclay                                                                |
| Faculté des lettres de Paris                                             | Université Paris I - Panthéon-Sorbonne                                                 | École des arts de la Sorbonne | Université Panthéon-Sorbonne                                                           |
| Faculté des lettres de Paris                                             | Université Paris I - Panthéon-Sorbonne                                                 | École d'histoire de la Sorbonne | Université Panthéon-Sorbonne                                                           |
| Faculté des lettres de Paris                                             | Université Paris III - Sorbonne Nouvelle                                               | UFR Arts et médias de Paris III | Université Sorbonne Nouvelle                                                           |
| Faculté des lettres de Paris                                             | Université Paris III - Sorbonne Nouvelle                                               | UFR Langues et littératures de Paris III | Université Sorbonne Nouvelle                                                           |
| Faculté des lettres de Paris                                             | Université Paris III - Sorbonne Nouvelle                                               | UFR Littérature et linguistique de Paris III | Université Sorbonne Nouvelle                                                           |
| Faculté des lettres de Paris                                             | Université Paris-Sorbonne                                                              | Faculté des lettres de Sorbonne Université | Sorbonne Université                                                                    |
| Faculté des lettres de Paris                                             | Université Paris-Descartes                                                             | Institut de psychologie | Université Paris-Cité                                                                  |
| Faculté des lettres de Paris                                             | Université Paris-Descartes                                                             | Faculté des sociétés et humanités de l'université Paris-Cité - la faculté de droit, d’économie et de gestion (Malakoff) ; - la faculté des sciences humaines et sociales de Paris-Cité ; - UFR des sciences et techniques des activités physiques et sportives ; - UFR Institut Humanités, Sciences, Sociétés (IHSS) ; - UFR études interculturelles de langues appliquées (EILA) ; - UFR études anglophones ; - UFR linguistique ; - UFR lettres, arts et cinéma (LAC) ; - UFR géographie, histoire, économie et sociétés (GHES) ; - UFR langues et civilisation de l'Asie orientale (LCAO) ; - IUT de Paris - Rives de Seine. | Université Paris-Cité                                                                  |
| Faculté des lettres de Paris                                             | Université Paris-Diderot                                                               | | Université Paris-Cité                                                                  |
| Faculté de médecine de Paris                                             | Université Paris-Descartes                                                             | UFR de médecine de l'université Paris-Cité (au sein de la Faculté de santé de l'université Paris-Cité) | Université Paris-Cité                                                                  |
| Faculté de médecine de Paris                                             | Université Paris-Diderot                                                               | UFR de médecine de l'université Paris-Cité (au sein de la Faculté de santé de l'université Paris-Cité) | Université Paris-Cité                                                                  |
| Faculté de médecine de Paris                                             | Université Pierre-et-Marie-Curie                                                       | Faculté de médecine de Sorbonne Université | Sorbonne Université                                                                    |
| Faculté de droit et des sciences économiques de Paris                    | Université Paris I - Panthéon-Sorbonne                                                 | École de droit de la Sorbonne | Université Panthéon-Sorbonne                                                           |
| Faculté de droit et des sciences économiques de Paris                    | Université Paris II - Panthéon-Assas                                                   | École de droit de Paris | Université Panthéon-Assas                                                              |
| Faculté de droit et des sciences économiques de Paris                    | Université Paris XIII - Paris-Nord                                                     | UFR de droit, sciences politiques et sociales de Paris XIII | Université Sorbonne Paris Nord                                                         |
| Faculté de droit et des sciences économiques de Paris                    | Université Paris-Nanterre                                                              | Faculté de droit et de science politique de Nanterre | Université Paris-Nanterre                                                              |
| Faculté de droit et des sciences économiques de Paris                    | Université Paris-Est Créteil-Val-de-Marne                                              | Faculté de droit de Créteil | Université Paris-Est Créteil (UPEC)                                                    |
| Faculté de droit et des sciences économiques de Paris                    | Université Paris-Dauphine                                                              | Grand établissement Université Paris-Dauphine - PSL | Université PSL                                                                         |
| Faculté de pharmacie de Paris                                            | Université Paris-Descartes                                                             | Faculté de pharmacie (au sein de la Faculté de santé de l'université Paris-Cité) | Université Paris-Cité                                                                  |
| Centre universitaire Dauphine de l'université de Paris                   | Université Paris-Dauphine                                                              | Centre universitaire Dauphine | Université PSL                                                                         |
| Centre universitaire de Vincennes                                        | Université Paris VIII - Vincennes                                                      | | Université Paris 8 Vincennes-Saint-Denis                                               |
| Centre universitaire Saint-Denis - Villetaneuse                          | Université Paris-Nord                                                                  | | Université Sorbonne Paris Nord                                                         |
| Instituts et écoles de l'université de Paris avant 1970                  | Université de rattachement en 1970                                                     | Établissement actuel | Université ou ComUE actuelle                                                           |
| École nationale des langues orientales vivantes (ENLOV/CULOV)            | Université Paris III (de 1971 à 1984)                                                  | Institut national des langues et civilisations orientales (Grand établissement) | Institut national des langues et civilisations orientales (Grand établissement)        |
| École nationale supérieure de chimie                                     | Université Pierre-et-Marie-Curie                                                       | École nationale supérieure de chimie de Paris - PSL | Université PSL                                                                         |
| École normale supérieure                                                 | Aucune                                                                                 | École normale supérieure - PSL | Université PSL                                                                         |
| École supérieure d'interprètes et de traducteurs                         | Université Sorbonne-Nouvelle                                                           | École supérieure d'interprètes et de traducteurs | Université Sorbonne-Nouvelle                                                           |
| Institut de physique du globe de Paris                                   | Université Pierre-et-Marie-Curie jusqu'en 1990                                         | Institut de physique du globe de l'université de Paris | Université Paris-Cité depuis 2019                                                      |
| Observatoire de Nice                                                     | Université de Nice                                                                     | Observatoire de Nice | Université Côte d'Azur                                                                 |
| Institut aérotechnique de Saint-Cyr                                      | Conservatoire national des arts et métiers                                             | Institut aérotechnique de Saint-Cyr | Institut aérotechnique de Saint-Cyr                                                    |
| Institut d'études slaves de l'université de Paris                        | Université Paris-Sorbonne                                                              | Institut d'études slaves | Sorbonne Université                                                                    |
| Institut de musicologie de l'université de Paris                         | Université Paris-Sorbonne                                                              | Institut de recherche en musicologie de Paris | Sorbonne Université                                                                    |
| Institut de statistique de l'université de Paris                         | Université Pierre-et-Marie-Curie                                                       | Institut de statistique de Sorbonne Université | Sorbonne Université                                                                    |
| Institut d'urbanisme de l'université de Paris                            | Université Paris-Est Créteil Val-de-Marne                                              | École d'urbanisme de Paris | Université Paris-Est Créteil                                                           |
| Institut d'urbanisme de l'université de Paris                            | Université Paris-Est Créteil Val-de-Marne                                              | École d'urbanisme de Paris | Université Gustave-Eiffel                                                              |
| Institut de psychologie de Paris                                         | Université Paris-Descartes                                                             | Institut de psychologie | Université Paris-Cité                                                                  |
| Institut de pharmacotechnie et de pharmacodynamie de Paris               | Université Paris-Descartes                                                             | Institut de pharmacotechnie et de pharmacodynamie | Université Paris-Cité                                                                  |
| Institut universitaire de technologie de l'avenue de Versailles          | Université Paris-Descartes                                                             | Institut universitaire de technologie de Paris-Cité Rives de Seine | Université Paris-Cité                                                                  |
| Institut de pathologie moléculaire de Paris                              | Université Paris-Descartes                                                             | Institut Cochin | Université Paris-Cité                                                                  |
| Institut de géographie de Paris                                          | Université Paris I - Panthéon-Sorbonne                                                 | UFR de géographie de Paris I | Université Panthéon-Sorbonne                                                           |
| Institut d'administration des entreprises de Paris                       | Université Paris I - Panthéon-Sorbonne                                                 | Institut d'administration des entreprises de Paris | Université Panthéon-Sorbonne                                                           |
| Institut d'art et d'archéologie de l'université de Paris                 | Université Paris I - Panthéon-Sorbonne                                                 | École d'histoire de l'art et d'archéologie de la Sorbonne | Université Panthéon-Sorbonne                                                           |
| Institut d'art et d'archéologie de l'université de Paris                 | Université Paris-Sorbonne                                                              | UFR d’histoire de l’art et d’archéologie de la faculté des Lettres de Sorbonne Université | Sorbonne Université                                                                    |
| Institut des hautes études internationales                               | Université Paris II - Panthéon-Assas                                                   | Institut des hautes études internationales | Université Panthéon-Assas                                                              |
| Institut d'ethnologie de Paris                                           | Muséum national d'histoire naturelle                                                   | Muséum national d'histoire naturelle | Muséum national d'histoire naturelle                                                   |
| Institut d'études linguistiques et phonétiques                           | Université Paris III - Sorbonne Nouvelle                                               | Institut de linguistique et phonétique générales et appliquées | Université Sorbonne Nouvelle                                                           |
| Institut des hautes études de l'Amérique latine de l'université de Paris | Université Paris III - Sorbonne Nouvelle                                               | Institut des hautes études de l'Amérique latine | Université Sorbonne Nouvelle                                                           |
| Institut Gustave-Roussy                                                  | Université Paris-Sud                                                                   | Institut Gustave-Roussy | Université Paris-Saclay                                                                |
| Institut de physique nucléaire de l'université de Paris                  | Université Paris-Sud                                                                   | Institut de physique nucléaire d'Orsay | Université Paris-Saclay                                                                |
| Institut universitaire de technologie de Cachan                          | Université Paris-Sud                                                                   | Institut universitaire de technologie de Cachan | Université Paris-Saclay                                                                |
| Institut universitaire de technologie d'Orsay                            | Université Paris-Sud                                                                   | Institut universitaire de technologie d'Orsay | Université Paris-Saclay                                                                |
| Institut d'histoire des sciences de Paris                                | Université Paris I - Panthéon-Sorbonne                                                 | Institut d'histoire et de philosophie des sciences et des techniques de Paris | Université Panthéon-Sorbonne                                                           |
| Institut d'études politiques de l'université de Paris                    | Institut d'études politiques de Paris Grand établissement indépendant géré par la FNSP | Institut d'études politiques de Paris Grand établissement indépendant géré par la FNSP | Institut d'études politiques de Paris Grand établissement indépendant géré par la FNSP |
| Institut universitaire de technologie de Ville-d'Avray                   | Université Paris-Nanterre                                                              | Institut universitaire de technologie de Ville-d'Avray | Université Paris-Nanterre                                                              |
| Institut universitaire de technologie de Saint-Denis                     | Université Paris-Nord                                                                  | | Université Sorbonne Paris Nord                                                         |
| Institut de filmologie de l'université de Paris                          | supprimé en 1963                                                                       | Institut de recherche sur le cinéma et l'audiovisuel (recréé en 1988) | Université Sorbonne-Nouvelle                                                           |

## Fonctionnement

### Conseil de l'université
Le conseil de l'université reprend la même forme que le conseil général des facultés. Les représentants des facultés sont élus pour quatre ans.

### Institution de diplômes de l'université de Paris
Le décret du 21 juillet 1897 autorise les universités nouvellement créées à instituer des « titres d'ordres exclusivement scientifiques, ces titres ne confèrent aucun des droits et privilèges attachés aux grades par les lois et règlements, et ne peuvent en aucun cas être déclarés équivalents aux grades ».
C'est dans ce cadre que le conseil de l'université de Paris institue un « doctorat de l'université de Paris » par délibération du 28 mars 1898, approuvée par arrêté ministériel du 1er avril de la même année.
Ce diplôme est signé par les membres du jury et par le doyen de la faculté ou le directeur d'école devant laquelle ont été subies les épreuves. Il est délivré sous le sceau et le nom de l'université de Paris par le président du conseil de l'université.
En 1901 est institué un diplôme de pharmacien de l'université de Paris pour les étudiants de nationalité étrangère (arrêté du 8 juillet 1901).

### Fondation de chaires par l'université
De nouvelles dispositions réglementaires permettent aux universités de créer des chaires, des maîtrises de conférences et des charges de cours sur leurs fonds propres.
La première chaire fondée par l'université en 1898 est une chaire d'histoire du droit public romain pour la faculté de droit. Le 27 juin 1899 sont fondées trois chaires, pour les sciences une chaire de physique (attribuée à Henri Pellat) et une chaire d'histologie (attribué à Joannes Chatin), et pour les lettres une chaire d'histoire de l'art.
Les créations se poursuivent avec celle d'une chaire d'histoire des traités à la faculté de droit (14 juin 1900, transformation d'un cours complémentaire créé en 1898), deux chaires, physique et chimie (attribué respectivement à Paul Janet et Jean Joannis, pour l'enseignement préparatoire au certificat d'études physiques, chimiques et naturelles à la faculté des sciences et une chaire de langue et littérature anglaise à la faculté des lettres (la chaire d'État de littérature étrangère étant alors transformée en chaire de langue et littératures allemandes) (4 juillet 1900). En 1902 (2 juin) sont créées deux chaires à la faculté de droit ayant pour intitulé « histoire des doctrines économiques » et « législation et économie rurales » (transformations de cours complémentaires créés en 1900 et 1901).
À partir de 1904 des mécènes commencent à participer au financement de la création de chaire. Ainsi une chaire d'histoire de l'économie sociale est créée à la faculté des lettres grâce à la contribution de Clara Longworth de Chambrun.
En 1910, la chaire de physique fondée en 1899 est transformée en chaire de chimie-physique après le décès d'Henri Pellat et attribué à Jean Perrin.

### Legs et dons

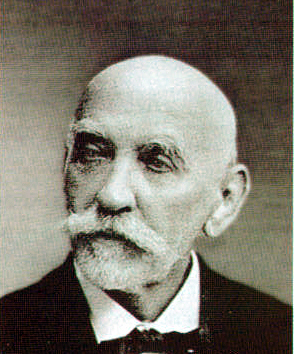
Raphaël Bischoffsheim fit don de l'observatoire de Nice à l'université.

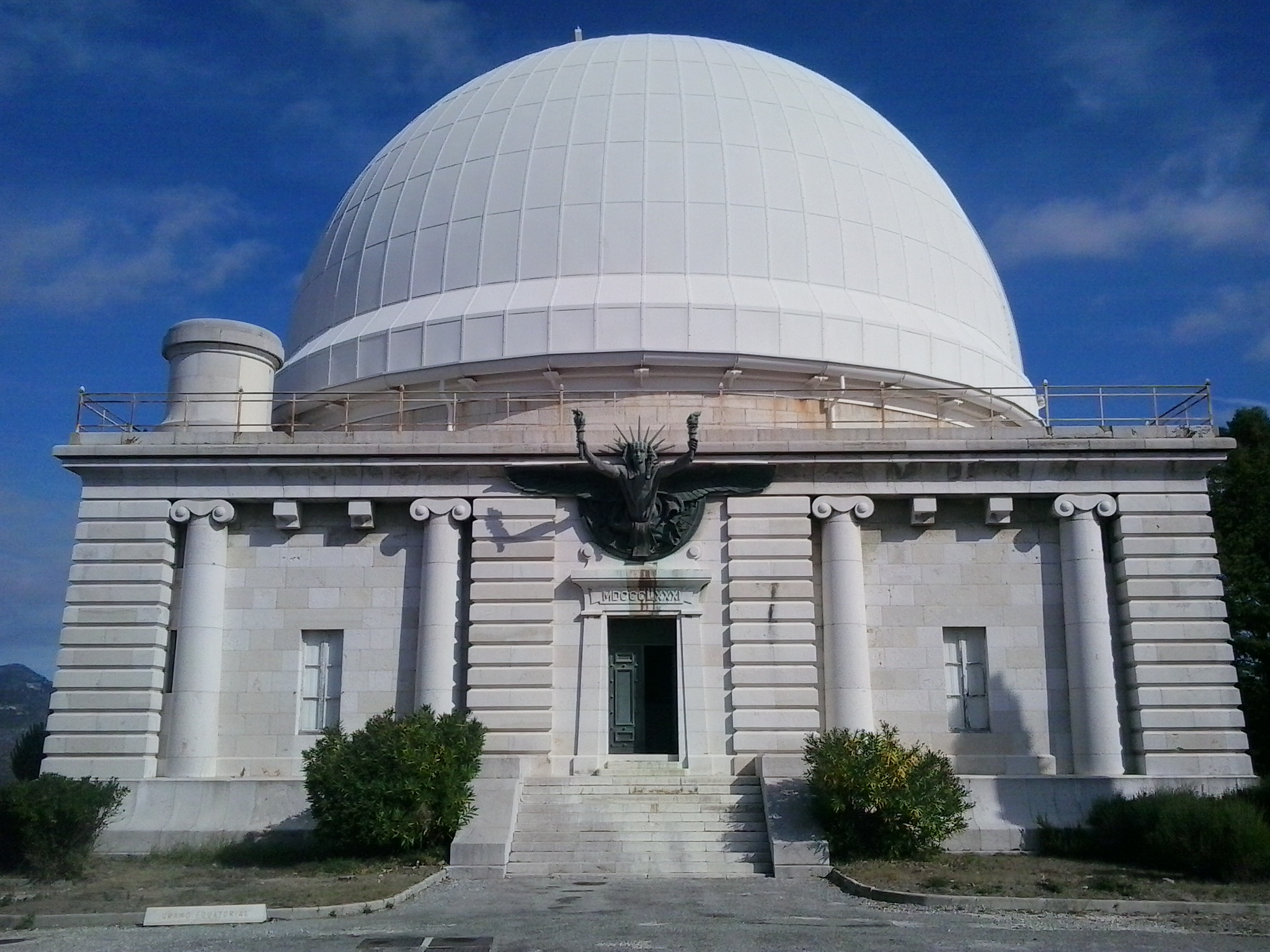
L'observatoire de Nice.

Dès 1898 l'Université de Paris reçoit des donations de Claire de Hirsch, épouse de Maurice de Hirsch et cousine de Raphaël Bischoffsheim, et d'Albert Kahn, pour le financement de bourses d'études et de voyage. L'année suivante Raphaël Bischoffsheim décide de léguer l'observatoire de Nice accompagné des revenus d'une somme de deux millions et demi de francs.
L'université de Paris reçoit en 1912 la gestion de deux millions et demi de francs provenant d'un legs de l'industriel Auguste-Tranquille Loutreuil. Ce legs, transformé en rente à 3 % soit 75 000 francs par an, était en fait destiné à subventionner l'ensemble des universités françaises.
Marie-Louise Arconati-Visconti est une des principales mécènes de l'université de Paris. Elle finance la construction de l'institut de géographie, réalisé par Henri-Paul Nénot, puis, par testament, celui d'art et d'archéologie, réalisé par Paul Bigot. Elle finance également la fondation de prix de doctorat et la création d'une chaire d'histoire littéraire du dix-huitième siècle. Elle fait de l'université de Paris son légataire universel.
Parmi les autres mécènes de l'université de Paris, on compte les legs Forest, Aguirre-Basualdo, Rubinstein, Picard, Richelieu, Roussy, Pirou, Robin, Perrissin-Pirasset, Schneider, Thiessé de Rosemont, Piedallu-Philoche, Gandy, Labrouquère.

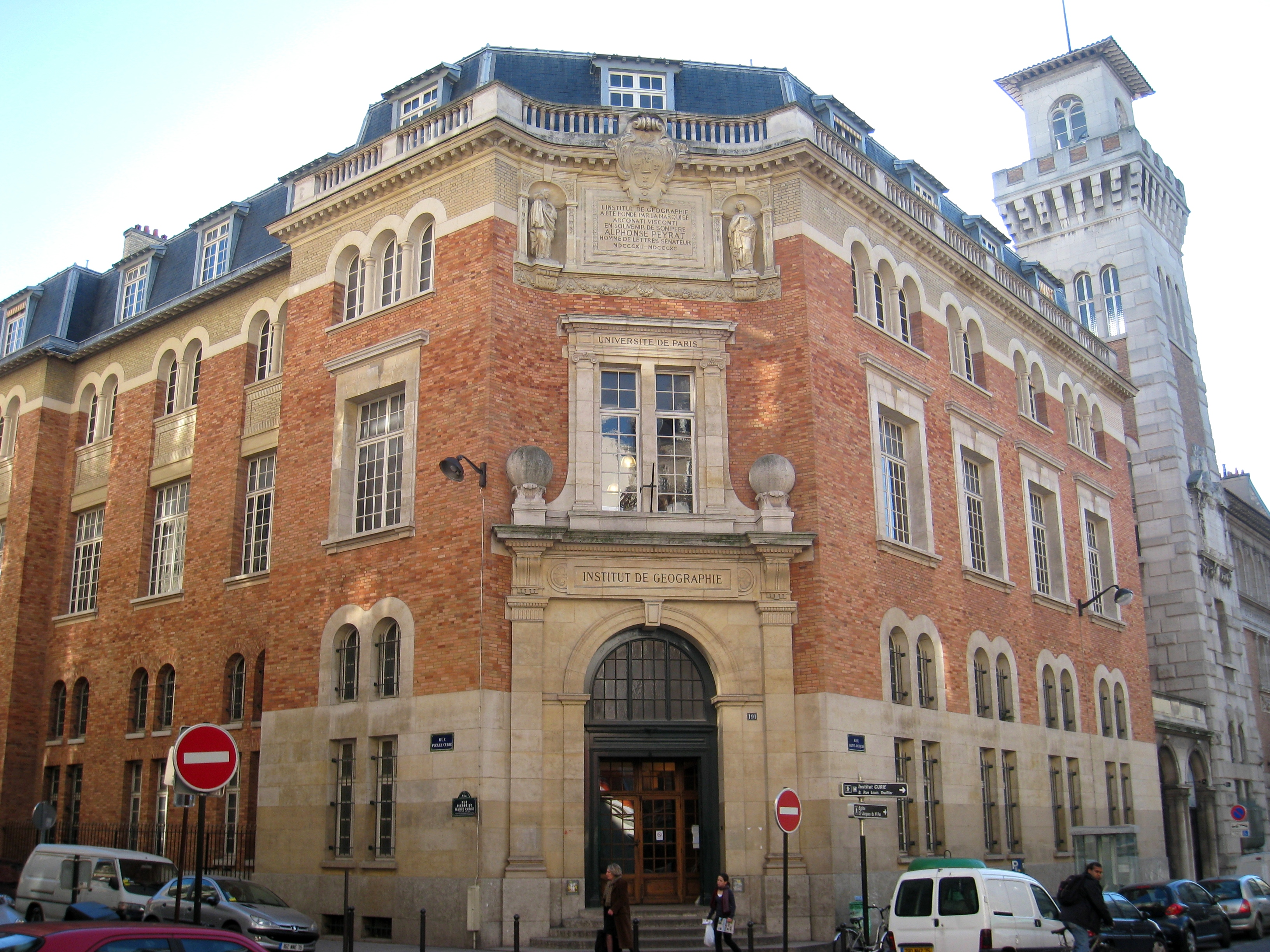
L’Institut de géographie.

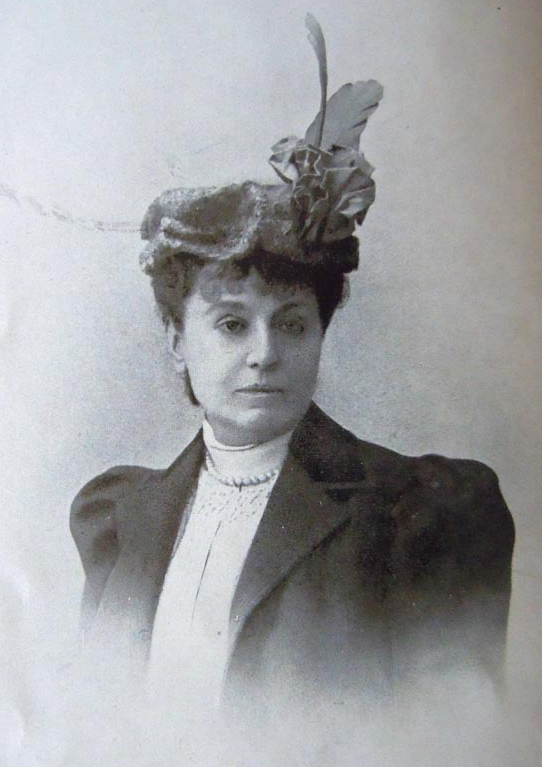
Marie-Louise Arconati-Visconti, mécène de l'université de Paris.

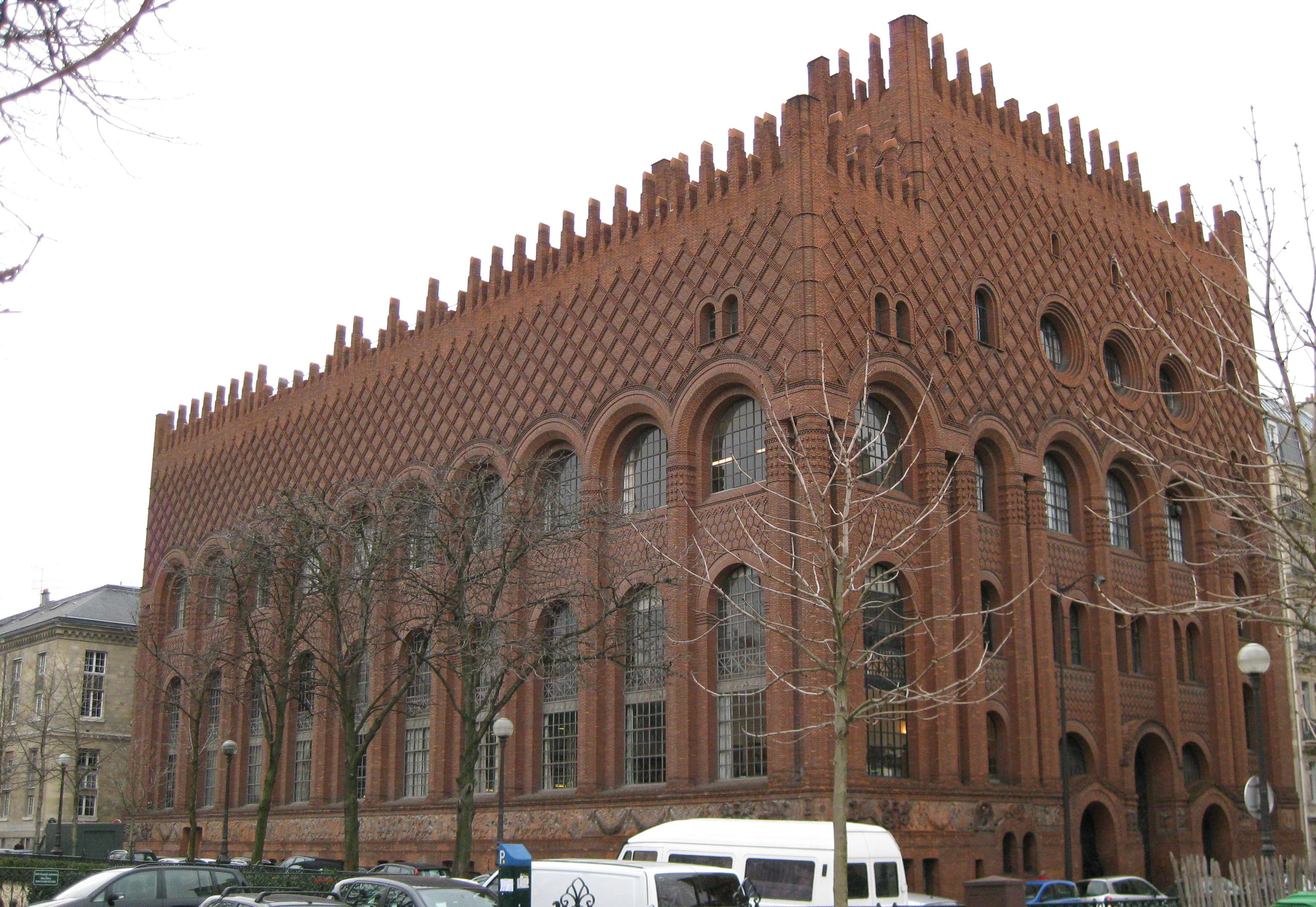
Institut d'art et d'archéologie.

### Comités et associations
Une société des amis de l'université est créée afin de « favoriser le développement de cette université » par la création d'enseignements, par des subventions aux bibliothèques et aux laboratoires, et par des aides aux étudiants. À partir de 1901, la société attribue environ dix mille francs par an pour le financement de bourses de séjour à l'étranger et de subventions aux laboratoires. Elle assurera la publication des annales de l'université de Paris.
Le restaurant coopératif du quartier latin, situé 14 rue du Sommerard est fondé en 1901.

### Présidents du conseil de l’université de Paris
- Octave Gréard (1885-1902) (président du conseil général des facultés de Paris jusqu'en 1896)
- Louis Liard (1902-1917)
- Lucien Poincaré (1917-1920)
- Paul Appell (1920-1925)
- Paul Lapie (1925-1927)
- Sébastien Charléty (1927-1937)
- Gustave Roussy (1er oct. 1937-12 novembre 1940)
- Jérôme Carcopino (13 novembre 1940 - 15 février 1941) (chargé des fonctions)
- Paul Hazard (15 février 1941 - 5 mars 1941)
- Charles Maurain (5 mars 1941 - 30 septembre 1941)
- Gilbert Gidel (1er oct. 1941-19 août 1944)
- Gustave Roussy (20 août 1944-20 août 1947)
- Jean Sarrailh (1947-1961)
- Jean Roche (1961-1969)

## Personnalités liées

### Docteurshonoris causa
L'université de Paris confère pour la première fois en 1918 un doctorat honoris causa au président américain Wilson, puis de nouveau en 1921 à Nicholas Murray Butler, président de l'université Columbia, et à Abbott Lawrence Lowell, président de l'université Harvard. D'autres savants étrangers suivent les années suivantes, pour un total d'environ quatre cents de 1919 à 1968, avec une période de suspension pendant l'Occupation de 1940 à 1945.
Les cérémonies ont lieu dans le grand amphithéâtre de la Sorbonne, à l'occasion de la séance solennelle de rentrée de l'Université. Le recteur place sur l'épaule gauche du récipiendaire la chausse bleue et rouge aux couleurs de Paris avec les trois rangs de fourrure blanche du grade de docteur. Le doctorat est alors conféré au nom de l'Université, et non à celui de la Faculté qui en a fait la proposition.